# 水田正道
水田 正道（みずた まさみち、1959年6月13日 - ）は、日本の実業家。パーソルホールディングス会長。神奈川県出身。

## 来歴
青山学院大学経営学部卒業。1984年、リクルートに入社。1988年、テンプスタッフ創業者の篠原欣子にヘッドハンティングを受け、同社に転籍する。常務を経て2010年6月から副社長となる。
2013年5月14日、6月21日付で篠原の後を受ける形で代表取締役社長に就任することが発表された。テンプホールディングス（現：パーソルホールディングス）としては篠原に次ぐ2代目の社長となる。
2021年4月1日付で取締役会長に就任。後任の代表取締役社長CEOには、取締役副社長執行役員の和田孝雄が就任した。